# Tetraulax affinis
Tetraulax affinis là một loài bọ cánh cứng trong họ Cerambycidae.